# Италија на Светском првенству у атлетици у дворани 2024.
Италија је учествовала на 19. Светском првенству у атлетици у дворани 2024. одржаном у Глазгову од 1. до 3. марта деветнаести пут, односно, учествовала је на свим првенствима до данас. Репрезентацију Италије представљало је 21 такмичар (11 мушкараца и 10 жена), који су се такмичили у 16 дисциплина (7 мушких и 9 женских).,
На овом првенству Италија је по броју освојених медаља заузела 16. место са 4 медаље (2 стребрне и 2 бронзане).
У табели успешности (према броју и пласману такмичара који су учествовали у финалним такмичењима (првих 8 такмичара) Италија је са 11 учесника у финалу заузела 3 место са 50. бодова.
| Плас. | Земља   | 1. место | 2. место | 3. место | 4. место | 5. место | 6. место | 7. место | 8. место | Бр. финал. | Бод. |
| ----- | ------- | -------- | -------- | -------- | -------- | -------- | -------- | -------- | -------- | ---------- | ---- |
| 3.    | Италија | 0        | 2        | 2        | 3        | 1        | 0        | 2        | 1        | 11         | 50   |

## Учесници
| Мушкарци: - Читуру Али — 60 м - Самјуеле Чекарели — 60 м - Каталин Текучану — 800 м - Франческо Перничи — 800 м - Пјетро Аресе — 3.000 м - Федерико Рива — 3.000 м - Лоренцо Нделе Симонели — 60 м препоне - Матија Фурлани — Скок удаљ - Емануел Ихемеј — Троскок - Леонардо Фабри — Бацање кугле - Зејн Вир — Бацање кугле | Жене: - Зајнаб Досо — 60 м - Ајомиде Фолорунсо — 400 м - Елоиза Коиро — 800 м - Giulia Aprile — 1.500 м - Лудовика Кавали — 3.000 м - Ђада Кармаси — 60 м препоне - Вероника Бесана — 60 м препоне - Роберта Бруни — Скок мотком - Лариса Јапичино — Скок удаљ - Свева Ђеревини — Петобој |

## Освајачи медаља (4)

### Сребро (2)
- Лоренцо Нделе Симонели — 60 м препоне
- Матија Фурлани — Скок удаљ

### Бронза (2)
- Зајнаб Досо — 60 м
- Леонардо Фабри — Бацање кугле

## Резултати

### Мушкарци
| Атлетичар              | Дисциплина   | Лични рекорд | Квалификације | Квалификације | Полуфинале           | Полуфинале           | Финале               | Финале       | Детаљи |
| Атлетичар              | Дисциплина   | Лични рекорд | Резултат      | Место         | Резултат             | Место                | Резултат             | Место        | Детаљи |
| ---------------------- | ------------ | ------------ | ------------- | ------------- | -------------------- | -------------------- | -------------------- | ------------ | ------ |
| Читуру Али             | 60 м         | 6,57         | 6,59(.588) КВ | 1. у гр. 3    | 6,53 КВ, ЛР          | 2. у гр. 1           | 8,00                 | 8 / 49 (50)  |        |
| Самјуеле Чекарели      | 60 м         | 6,47         | 6,77(.766)    | 4. у гр. 2    | Није се квалификовао | Није се квалификовао | Није се квалификовао | 33 / 49 (50) |        |
| Каталин Текучану       | 800 м        | 1:45,00 НР   | 1:47,07 КВ    | 2. у гр. 3    | 1:48,13 КВ           | 2. у гр. 1           | 1:46,39              | 4 / 27       |        |
| Франческо Перничи      | 800 м        | 1:49,15      | 1:47,38 ЛР    | 5. у гр. 2    | Није се квалификовао | Није се квалификовао | Није се квалификовао | 16 / 27      |        |
| Пјетро Аресе           | 3.000 м      | 7:38,42 НР   |               |               |                      |                      | 7:41,63              | 7 / 12       |        |
| Федерико Рива          | 3.000 м      | 7:57,89      | 8:02,66       | 11 / 12       |                      |                      |                      |              |        |
| Лоренцо Нделе Симонели | 60 м препоне | 7,46         | 7,61(.602) КВ | 1. у гр. 5    | 7,48 кв              | 3. у гр. 3           | 7,43 НР, ЛР          |              |        |
| Матија Фурлани         | Скок удаљ    | 8,34         |               |               |                      |                      | 8,22                 |              |        |
| Емануел Ихемеј         | Троскок      | 17,29        | 16,90         | 5 / 14        |                      |                      |                      |              |        |
| Леонардо Фабри         | Бацање кугле | 22,37        | 21,96 ЛРС     |               |                      |                      |                      |              |        |
| Зејн Вир               | Бацање кугле | 22,44        | 21,85         | 4 / 15 (16)   |                      |                      |                      |              |        |

### Жене
| Атлетичарка       | Дисциплина   | Лични рекорд | Квалификације   | Квалификације | Полуфинале            | Полуфинале            | Финале                | Финале       | Детаљи |
| Атлетичарка       | Дисциплина   | Лични рекорд | Резултат        | Место         | Резултат              | Место                 | Резултат              | Место        | Детаљи |
| ----------------- | ------------ | ------------ | --------------- | ------------- | --------------------- | --------------------- | --------------------- | ------------ | ------ |
| Зајнаб Досо       | 60 м         | 7,02 НР      | 7,10 КВ, НР, ЛР | 1. у гр. 6    | 7,05 КВ               | 2. у гр. 2            | 7,05                  |              |        |
| Ајомиде Фолорунсо | 400 м        | 52,28        | 53,15           | 4. у гр. 4    | Ниje се квалификовалa | Ниje се квалификовалa | Ниje се квалификовалa | 18 / 24      |        |
| Елоиза Коиро      | 800 м        | 2:01,50      | 1:59,76 КВ      | 2. у гр. 3    | 2:00,13(.125)         | 4. у гр. 2            | Нису се квалификовале | 9 / 26       |        |
| Giulia Aprile     | 1.500 м      | 4:07,32      | 4:20,21         | 7. у гр. 4    |                       |                       | Нису се квалификовале | 27 / 27 (28) |        |
| Лудовика Кавали   | 3.000 м      | 8:44,40      |                 |               |                       |                       | 8:48,46               | 13 / 16      |        |
| Ђада Кармаси      | 60 м препоне | 8,10         | 8,03 КВ, ЛР     | 3. у гр. 1    | 8,27                  | 6. у гр. 3            | Није се квалификовала | 23 / 38 (41) |        |
| Вероника Бесана   | 60 м препоне | 8,05         | 8,15            | 5. у гр. 3    | Ниje се квалификовалa | Ниje се квалификовалa | Ниje се квалификовалa | 28 / 38 (41) |        |
| Роберта Бруни     | Скок мотком  | 4,73 НР      |                 |               |                       |                       | 4,40                  | 10 / 11 (12) |        |
| Лариса Јапичино   | Скок удаљ    | 6,97         | 6,69            | 7 / 15        |                       |                       |                       |              |        |

#### Петобој
| Дисциплина   | Свева Ђеревини | Свева Ђеревини | Свева Ђеревини | Свева Ђеревини | Свева Ђеревини | Свева Ђеревини |
| Дисциплина   | Лич. рек.      | Резултат       | Бод.           | Плас.          | Укупно         | Плас.          |
| ------------ | -------------- | -------------- | -------------- | -------------- | -------------- | -------------- |
| 60 м препоне | 8,27           | 8,28           | 1.066          | 5.             | 1.066          | 5.             |
| Скок увис    | 1,76           | 1,76 =ЛР       | 928            | 6.             | 1.994          | 4.             |
| Бацање кугле | 12,61          | 12,58 ЛРС      | 700            | 9.             | 2.694          | 8.             |
| Скок удаљ    | 6,34           | 6,26 ЛРС       | 946            | 3.             | 3.624          | 4.             |
| 800 м        | 2:09,10        | 2:12,07 ЛРС    | 935            | 2.             | 4.559          | 4.             |
| Петобој      | 4.538 НР       |                |                |                | 4.559 НР, ЛР   | 4 / 10 (12)    |